# Poor Young Man's Heart
Poor Young Man's Heart är den första och enda singeln från Kristofer Åström & Hidden Trucks debutalbum Go, Went, Gone, utgiven 1998.

## Låtlista
1. "Poor Young Man's Heart" - 5:05
2. "The Old Man's Meadow" - 4:16